# Pour don Carlos (opérette)
Pour l’article homonyme, voir Pour don Carlos.
Pour don Carlos est une opérette en 2 actes et 16 tableaux, sur une musique de Francis Lopez, inspirée du roman éponyme de Pierre Benoit. Le livret a été écrit par André Mouëzy-Éon et Raymond Vincy. L'œuvre a été créée au théâtre du Châtelet à Paris le 16 décembre 1950.

## Distribution et interprètes de la création

### Comédie
- Don Carlos : Georges Guétary
- Allegria : Maria Lopez
- Monsieur Pommier : Fernand Sardou
- Camille : Colette Herent
- Edgar : Albert Pierjac
- Le roi Alphonse XII : Jacques de Mersan

### Danse
- Le ballet de châtelet
- Les ballets lumineux de Viviane Deck
- Chorégraphie de Lensky

### Musique
- Chef d'orchestre : Félix Nuvolone
- Arrangements musicaux de Albert Lasry

### Mise en scène
- Maurice Lehmann